# سوزان لانيير
سوزان لانيير (بالإنجليزية: Susan Lanier)‏ هي مصورة وممثلة أمريكية، ولدت في 1 أغسطس 1947 في الولايات المتحدة.

## أعمال

### أفلام
- (1977) التلال لها عيون

## وصلات خارجية
- سوزان لانيير على موقع IMDb (الإنجليزية)
- سوزان لانيير على موقع قاعدة بيانات الفيلم (الإنجليزية)